# ELAVL2
ELAVL2 (англ. ELAV like RNA binding protein 2) – білок, який кодується однойменним геном, розташованим у людей на короткому плечі 9-ї хромосоми. Довжина поліпептидного ланцюга білка становить 359 амінокислот, а молекулярна маса — 39 504.
| 10         |  | 20         |  | 30         |  | 40         |  | 50         |
| ---------- |  | ---------- |  | ---------- |  | ---------- |  | ---------- |
| METQLSNGPT |  | CNNTANGPTT |  | INNNCSSPVD |  | SGNTEDSKTN |  | LIVNYLPQNM |
| TQEELKSLFG |  | SIGEIESCKL |  | VRDKITGQSL |  | GYGFVNYIDP |  | KDAEKAINTL |
| NGLRLQTKTI |  | KVSYARPSSA |  | SIRDANLYVS |  | GLPKTMTQKE |  | LEQLFSQYGR |
| IITSRILVDQ |  | VTGISRGVGF |  | IRFDKRIEAE |  | EAIKGLNGQK |  | PPGATEPITV |
| KFANNPSQKT |  | NQAILSQLYQ |  | SPNRRYPGPL |  | AQQAQRFRLD |  | NLLNMAYGVK |
| RFSPMTIDGM |  | TSLAGINIPG |  | HPGTGWCIFV |  | YNLAPDADES |  | ILWQMFGPFG |
| AVTNVKVIRD |  | FNTNKCKGFG |  | FVTMTNYDEA |  | AMAIASLNGY |  | RLGDRVLQVS |
| FKTNKTHKA  |  |            |  |            |  |            |  |            |

A: Аланін

C: Цистеїн

D: Аспарагінова кислота

E: Глутамінова кислота

F: Фенілаланін

G: Гліцин

H: Гістидин

I: Ізолейцин

K: Лізин

L: Лейцин

M: Метіонін

N: Аспарагін

P: Пролін

Q: Глутамін

R: Аргінін

S: Серин

T: Треонін

V: Валін

W: Триптофан

Кодований геном білок за функцією належить до фосфопротеїнів. 
Задіяний у такому біологічному процесі, як альтернативний сплайсинг. 
Білок має сайт для зв'язування з РНК. 